# أناليزه هيرد
أناليزه هيرد (بالإنجليزية: Anneliese Heard)‏ هي منافسة ألعاب القوى بريطانية، ولدت في 3 نوفمبر 1981 في سوانزي في المملكة المتحدة.

## وصلات خارجية
- أناليزه هيرد على موقع الاتحاد الدولي للدراجات (الإنجليزية)
- أناليزه هيرد على موقع أرشيف الدراجات (الإنجليزية)
- أناليزه هيرد على موقع نسبة الدراجات (الإنجليزية)
- أناليزه هيرد على موقع اتحاد الترياتلون الدولي (الإنجليزية)
- أناليزه هيرد على موقع اتحاد ألعاب الكومنولث (مؤرشف) (الإنجليزية)
- أناليزه هيرد على موقع دورة ألعاب الكومنولث 2006 (مؤرشف) (الإنجليزية)